# Ragnar Klavan
Ragnar Klavan (* 30. Oktober 1985 in Viljandi) ist ein estnischer Fußballspieler. Sein Vater Dzintar war ebenfalls Fußballprofi und Nationalspieler.

## Karriere

### Im Verein

#### In Estland und in den Niederlanden
In seiner Jugend spielte Klavan beim FC Elva und JK Tulevik Viljandi aus seiner Geburtsstadt. Hier schaffte er den Sprung in die erste Mannschaft und wechselte 2003 zum FC Flora Tallinn, für den er ein Jahr spielte und estnischer Meister wurde. Im August 2004 unterschrieb er einen Vertrag beim norwegischen Erstligisten Vålerenga IF aus Oslo, für den er ebenfalls ein Jahr aktiv war. Im August 2005 ging er in die Niederlande zu Heracles Almelo bestritt bis 2009 95 Ligaspiele und erzielte dabei vier Tore. Von Januar bis Juni 2009 wurde er von Heracles an den AZ Alkmaar ausgeliehen und im Sommer desselben Jahres schließlich an diesen verkauft. Mit AZ Alkmaar wurde Klavan 2009 niederländischer Meister.

#### FC Augsburg
Zur Saison 2012/13 wechselte Klavan zum FC Augsburg. Sein Bundesligadebüt gab er am 14. September 2012 (3. Spieltag) beim 0:0 im Heimspiel gegen den VfL Wolfsburg mit Einwechslung in der 67. Spielminute für Matthias Ostrzolek.
In der Saison 2012/13 bestritt er 30 Bundesligaspiele und etablierte sich in der Innenverteidigung. Darüber hinaus bestritt er zwei Spiele im DFB-Pokal, in dem der FCA im Achtelfinale gegen den FC Bayern München ausschied. Am 1. März 2014 erzielte er am 23. Spieltag als erster Este ein Tor in der Bundesliga im Spiel gegen Hannover 96. Klavan absolvierte in dieser Saison 30 Spiele in der Bundesliga. In der Saison 2014/15 erreichte er mit dem FC Augsburg die Qualifikation für die Teilnahme an der Europa League. Er kam in allen 34 Spielen in der Bundesliga zum Einsatz und erzielte zwei Tore.
Am 17. September 2015 absolvierte Klavan im Trikot des FC Augsburg sein erstes Spiel im Europapokal, als er im ersten Spiel in der Gruppenphase der Europa League gegen Athletic Bilbao in der Anfangsformation stand. Der FC Augsburg traf im Sechzehntelfinal auf den FC Liverpool. Nach dem Hinspiel (0:0) wurde Klavan von der UEFA in einer Internetabstimmung zum „Spieler der Woche“ gewählt. Sein Vertrag beim FC Augsburg lief bis 2017.

#### FC Liverpool, Cagliari Calcio
Zur Saison 2016/17 wechselte Klavan zum FC Liverpool in die englische Premier League.
Seit August 2018 stand er beim italienischen Erstligisten Cagliari Calcio unter Vertrag.

#### Rückkehr nach Estland
Im Sommer 2021 kehrte er in sein Heimatland Estland zurück und schloss sich Paide Linnameeskond an. Nach einem Wechsel innerhalb Estlands zum JK Tallinna Kalev beendete er seine Karriere im Januar 2025.

### Nationalmannschaft
Seit 2003 ist Klavan estnischer Nationalspieler. Sein Debüt für die estnische A-Nationalmannschaft gab er am 6. September 2003 beim EM-Qualifikationsspiel gegen Bulgarien.
Klavan bestritt am 27. März 2015 in der EM-Qualifikation beim 0:3 gegen die Schweiz sein 100. Länderspiel. Seit geraumer Zeit führt er die Nationalmannschaft als Mannschaftskapitän auf das Feld.

### Funktionär
Klavan ist seit dem 2. Mai 2016 neben seiner Tätigkeit als Spieler auch Präsident des estnischen Zweitligisten JK Tallinna Kalev.

## Erfolge
- Estnischer Meister: 2003
- Estnischer Supercup: 2003
- Norwegischer Meister: 2005
- Niederländischer Meister: 2008/09
- Estnischer Fußballer des Jahres: 2012, 2014, 2015, 2016, 2017, 2018

## Privates
Klavan und seine Ehefrau wurden im August 2012 in Augsburg Eltern eines Sohnes.